# Gawu Gawu Bouso
Gawu Gawu Bouso is een bestuurslaag in het regentschap Gunungsitoli van de provincie Noord-Sumatra, Indonesië. Gawu Gawu Bouso telt 2223 inwoners (volkstelling 2010).